# Krishnarājāsāgara
Krishnarājāsāgara är en ort i Indien.   Den ligger i distriktet Mysore och delstaten Karnataka, i den södra delen av landet, 1 800 km söder om huvudstaden New Delhi. Krishnarājāsāgara ligger 813 meter över havet och antalet invånare är 8 510.
Terrängen runt Krishnarājāsāgara är huvudsakligen platt. Krishnarājāsāgara ligger uppe på en höjd. Runt Krishnarājāsāgara är det tätbefolkat, med 319 invånare per kvadratkilometer. Närmaste större samhälle är Hunsūr, 18,0 km sydväst om Krishnarājāsāgara. Trakten runt Krishnarājāsāgara består till största delen av jordbruksmark.